# Ranunculus tengchongensis
Ranunculus tengchongensis là một loài thực vật có hoa trong họ Mao lương. Loài này được W.T. Wang mô tả khoa học đầu tiên năm 2008.